# TeXstudio
TeXstudio是一款開源的跨平臺LaTeX編輯軟體，用戶界面與Texmaker類似。作為LaTeX的整合開發環境，TeXstudio為用戶提供了互動式拼寫檢查、代碼折叠、語法高亮等特性但並沒有整合編譯LaTeX文件的功能，使用者需自行安裝LaTeX編譯軟體。該軟體是開始自Texmaker的一個分支，起初叫做TexMakerX，它在添加了額外的特點的同時維持了與Texmaker相同的觀感。TeXstudio能在Windows、Unix、BSD、Linux以及Mac OS上運行。

## 外部連結
- TeXstudio官方主頁（页面存档备份，存于）